# Baek Heena
Baek Heena (Seoul, 1 december 1971) is een Zuid-Koreaanse schrijfster. Beak is naast auteur ook illustrator van kinderboeken.
Baek Heena studeerde aan de Ewha Universiteit voor Vrouwen in Seoul. Tevens studeerde zij animatie aan het California Institute of the Arts in de Verenigde Staten.
Zij kreeg in 2005 op de kinderboekenbeurs van Bologna de prijs voor Illustrator van het jaar. In 2020 won zij de Astrid Lindgren Memorial Award; zij was hiermee de eerste Koreaanse auteur die deze prijs won.